# Maciej Bielecki
Maciej Bielecki (ur. 19 maja 1987 w Białymstoku) – polski kolarz torowy, olimpijczyk z Pekinu (2008) i Londynu (2012), wicemistrz Europy.
Zawodnik Pruszkowskiego Towarzystwa Cyklistów. Był wicemistrzem Polski w sprincie drużynowym w 2007 r.
Wicemistrz Europy w sprincie drużynowym z 2012 roku (razem z Kamilem Kuczyńskim i Krzysztofem Makselem). Medalista mistrzostw Europy do lat 23 w sprincie drużynowym :
- srebrny w 2007 roku
- brązowy w 2008 roku.[1]

Na igrzyskach olimpijskich w 2008 roku zajął 13. miejsce w sprincie drużynowym.